# Mont Aigoual
Der Mont Aigoual liegt im Süden der Cevennen und ist mit 1565 m der höchste Berg im Département Gard und der zweithöchste der Cevennen, nach dem Mont Lozère. Bei klarem Wetter ist es möglich vom Gipfel das Mittelmeer, die Pyrenäen und die Alpen mit dem Gipfel des Mont Blanc zu sehen.

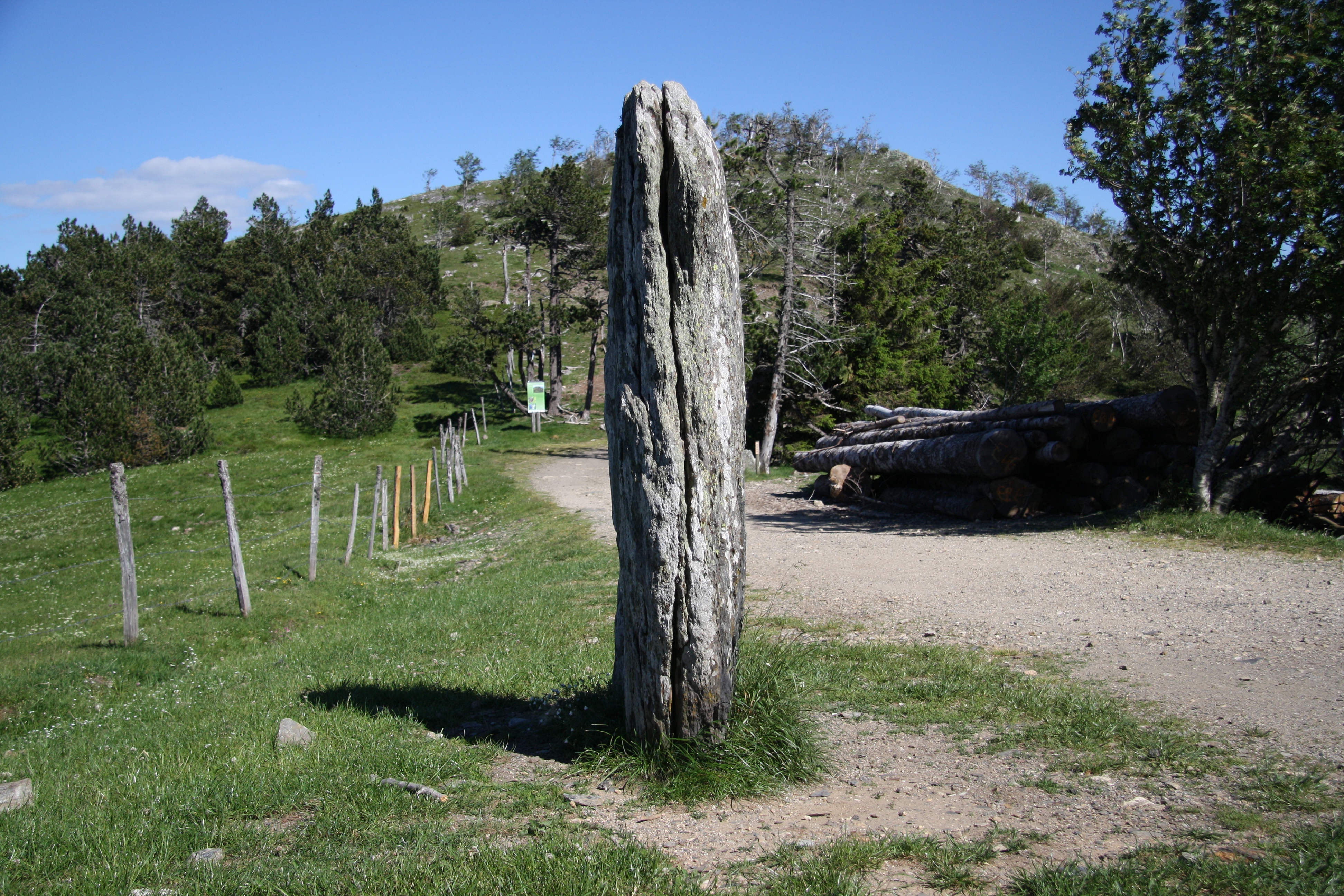
Der Menhir von Trépaloup; unterhalb des Gipfels des Mont Aigoual.

Auf dem Gipfel liegt die letzte bewohnte Wetterstation im Gebirge in Frankreich.

## Geographie
Am Mont Aigoual entspringen mehrere Flüsse:
- Hérault
- Gardon
- Tarnon
- Jonte
- Dourbie
- Trèvezel

## Klima
Die klimatischen Bedingungen auf dem Aigoual sind außergewöhnlich:
- maximale Temperatur: 28,2 °C 1947
- minimale Temperatur: −28 °C 1956
- maximale Windgeschwindigkeit: 335 km/h am 6. November 1966
- maximale Niederschlagsmenge in 24 Stunden: 607 mm ab 18 Uhr am 30. Oktober 1963
- maximale Neuschneehöhe in einem Jahr: 10,24 Meter
- durchschnittliche Anzahl Regentage pro Jahr: 170
- durchschnittliche Anzahl Tage mit starken Wind (> 16 m/s): 265
- durchschnittliche Anzahl Tage mit Nebel: 241
- durchschnittliche Anzahl Tage mit schneebedecktem Boden: 116
- durchschnittliche Anzahl Tage mit Frost: 140.

Der Aigoual ist der Ort mit den größten Niederschlagsmengen in Frankreich.

## Wanderwege
Auf den Berg führt der beliebte Wanderweg „Montée des 4000 marches“, auf dem man auf neun Kilometern über 1200 Höhenmeter zu überwinden hat. Seinen Ausgangspunkt hat er in der Gemeinde Valleraugue. Seit 1988 findet auf diesem Wanderweg ein Wettbewerb statt. Bei diesem absolvieren die Läufer vor dem neun Kilometer langen Anstieg noch eine Strecke von 1,8 Kilometern im Ort.

## Etappenort der Tour de France
Bei der Tour de France 2020 war der Mont Aigoual erstmals ein Etappenort, und zwar als Ziel der 6. Etappe.